# Список заслуженных мастеров спорта России по кёрлингу
Звание «заслуженный мастер спорта России» введено в 1992 году; первыми заслуженными мастерами спорта России по кёрлингу стали в 2010 году две наиболее титулованные на тот момент российские кёрлингистки — Нкеирука Езех и Ольга Жаркова — чемпионки Европы 2006 года, 9-кратные чемпионки России.

## Критерии присвоения
В проводимых по кёрлингу соревнованиях положение о звании автоматически гарантирует присвоение звания за призовое место на зимних Олимпийских или зимних Паралимпийских играх. В остальных случаях звание может быть присвоено по сумме достижений — необходимо:
1. стать призёром чемпионата мира (согласно положению, действовавшему по начало 2020 года — выиграть чемпионат мира или Европы);
2. набрать 150 баллов (в олимпийской или паралимпийской дисциплине победа на ЧМ автоматически означает выполнение обоих условий).

| | Баллы     | Баллы     | Баллы | Баллы |
| 1-е место | 2-е место | 3-е место |       |       |
| --- | --------- | --------- | ----- | ----- |
| ЧМ в олимпийской (паралимпийской) дисциплине | 150       | 100       | 75    |       |
| ЧЕ | 75        | 50        | 35    |       |
| ЧМ в неолимпийской дисциплине | 75        | 50        | 35    |       |
| Чемпионат России в олимпийской (паралимпийской) дисциплине | 15        | —         | —     |       |
| Чемпионат России в неолимпийской дисциплине | 10        | —         | —     |       |
| Олимпийские дисциплины — классические соревнования, дабл-микст (с 2016 года); паралимпийская дисциплина — кёрлинг на колясках; неолимпийские дисциплины — дабл-микст (до 2016 года), микст. |           |           |       |       |

           В списке у каждого ЗМС указываются:

 год рождения (или годы жизни);

 место жительства (субъект федерации) на момент присвоения звания;

 основные достижения на международной арене на момент присвоения звания. 

## Кёрлинг

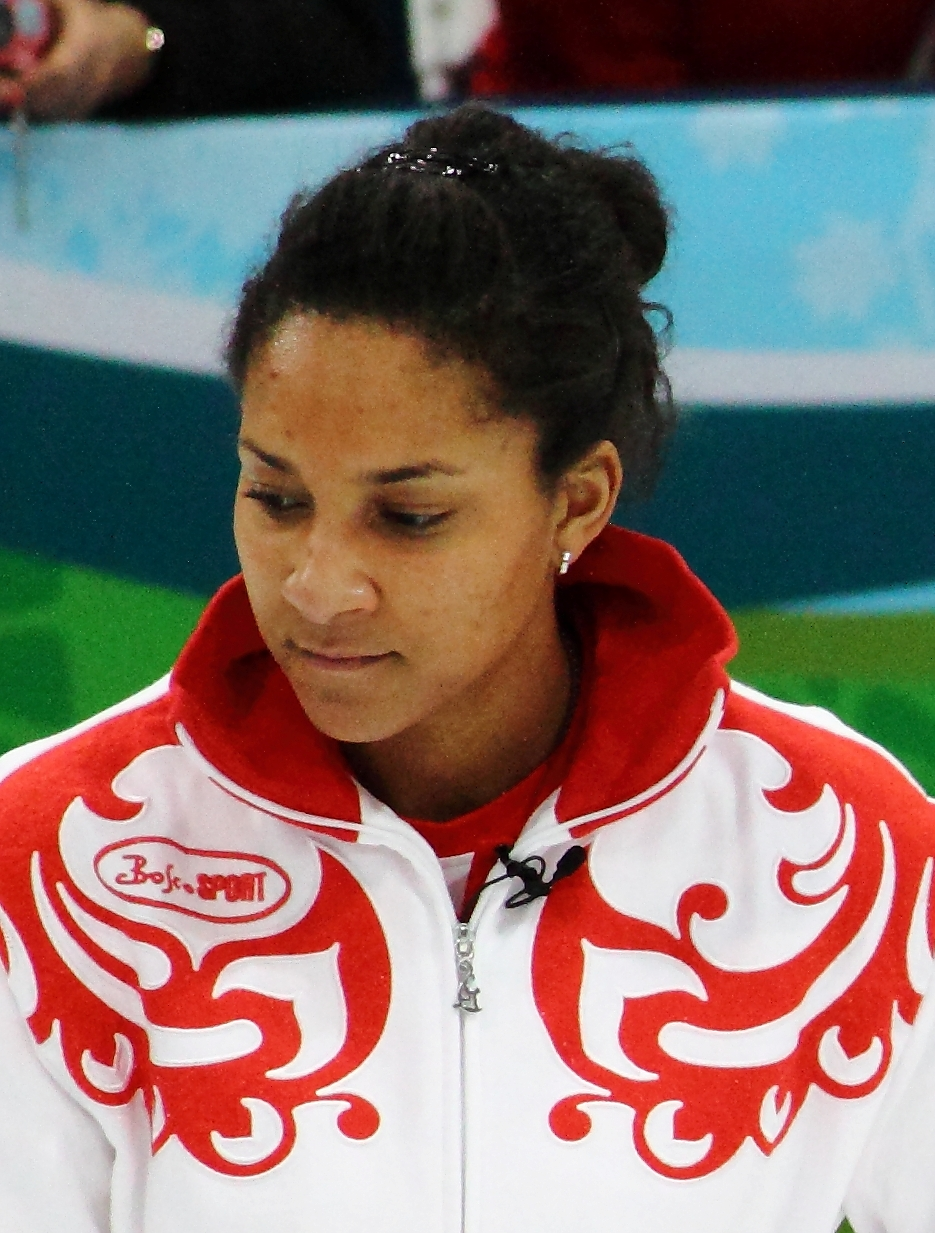
Нкеирука Езех на ЗОИ 2010

### 2010
16 июля
- Езех, Нкеирука Хилариевна (1983; Москва) — чемпионка Европы 2006.
- Жаркова, Ольга Николаевна (1979; Москва) — чемпионка Европы 2006.

### 2013
8 октября
- Галкина, Екатерина Владимировна (1988; Москва) — чемпионка Европы 2006, 2012, бронзовый призёр ЧЕ 2011.
- Прививкова, Людмила Андреевна (1986; Москва) — чемпионка Европы 2006, 2012, бронзовый призёр ЧЕ 2011.
- Сидорова, Анна Владимировна (1991; Москва) — чемпионка Европы 2012, бронзовый призёр ЧЕ 2011.
- Фомина, Маргарита Михайловна (1988; Москва) — чемпионка Европы 2006, 2012, бронзовый призёр ЧЕ 2011.

### 2015
3 декабря
- Раева (Саитова), Александра Александровна (1992; Москва) — чемпионка Европы 2015, серебряный призёр ЧЕ 2014, бронзовый призёр ЧМ 2014, 2015.

30 декабря
- Дрон, Пётр Дмитриевич (1985; Санкт-Петербург) — чемпион мира в дабл-миксте 2010.

Пётр Дрон, также игрок сборной и 5-кратный чемпион России в классических соревнованиях, стал первым мужчиной — ЗМС по кёрлингу. Его партнёша по паре на ЧМ 2010 года Яна Некрасова, также бывшая игроком сборной и 4-кратной чемпионкой России в классических соревнованиях, звание не получила.

### 2016
28 июня
- Ковалёва, Алина Романовна (1993; Санкт-Петербург) — чемпионка Европы 2015, бронзовый призёр ЧМ 2016, серебряный призёр ЧМ в дабл-миксте 2011.

12 сентября
- Брызгалова, Анастасия Константиновна (1992; Санкт-Петербург) — чемпионка мира в дабл-миксте 2016.

…
- Крушельницкий, Александр Александрович (1992; Санкт-Петербург) — чемпион мира в дабл-миксте 2016.

### 2018
17 октября
- Горячев, Даниил Олегович (1995; Санкт-Петербург) — чемпион мира в миксте 2016, серебряный призёр ЧМ в дабл-миксте 2018.
- Моисеева, Виктория Александровна (1991; Санкт-Петербург) — чемпионка Европы 2016, бронзовый призёр ЧМ 2018.

### 2019
15 января
- Арсенькина, Галина Петровна (1991; Краснодарский край) — чемпионка Европы 2016, бронзовый призёр ЧМ 2018.

### 2021
13 октября
- Комарова, Мария Андреевна (1998; Санкт-Петербург) — серебряный призёр ЧМ в дабл-миксте 2018, ЧМ 2021, бронзовый призёр ЧМ в миксте 2018.

### 2022
8 февраля
- Портунова, Юлия Александровна (1994; Краснодарский край) — чемпионка Европы 2016, серебряный призёр ЧМ 2021, бронзовый призёр ЧМ 2018.

## Кёрлинг на колясках
Кёрлинг на колясках с принятием в 2018 году новой редакции Всероссийского реестра видов спорта, ранее бывший дисциплиной «спорта лиц с поражением ОДА», стал дисциплиной кёрлинга.

### 2013
Звание было присвоено игрокам сборной России — чемпионам мира 2012 года.
4 марта
- Романов, Марат Марсович (1966; Челябинская обл.)

22 апреля
- Пахомова, Светлана Васильевна (1965; Москва)
- Слесаренко, Оксана Владимировна (1970; Свердловская обл.)
- Смирнов, Андрей Викторович (1973; Свердловская обл.)
- Шевченко, Александр Алексеевич (1971; Москва)

### 2017
В 2011—2015 годах сборная России — чемпионы мира 2012, 2015, серебряный призёр зимних Паралимпийских игр 2014 — выступала в неизменном составе; в 2016 году Оксану Слесаренко заменил Константин Курохтин.
12 января
- Курохтин, Константин Владимирович (1978; Москва) — чемпион мира 2016.

### 2020
В 2020 году сборная России вновь стала чемпионом мира. В её состав входили: ЗМС по спорту лиц с поражением ОДА Константин Курохтин, МСМК по спорту лиц с поражением ОДА Андрей Мещеряков (за достижения в плавании) и Дарья Щукина (27 декабря 2017 — как серебряный призёр ЧМ), МС по спорту лиц с поражением ОДА Виталий Данилов (звание МСМК по кёрлингу было присвоено 4 декабря 2020) и Анна Карпушина (запасная).
12 ноября
- Мещеряков, Андрей Викторович (1984; Москва) — ЗМС по спорту лиц с поражением ОДА — 3-кратный призёр ЧМ 2010 и 2-кратный призёр ЧЕ 2011 по паралимпийскому плаванию; чемпион мира по кёрлингу на колясках 2020.

### 2021
21 июня
- Данилов, Виталий Владимирович (1980; Московская обл.) — чемпион мира 2020.
- Карпушина, Анна Владимировна (1982; Санкт-Петербург) — чемпионка мира 2020.

13 октября
- Щукина, Дарья Ивановна (1979; Челябинская обл.) — чемпионка мира 2020, бронзовый призёр ЧМ 2017.